# Saison 2003-2004 du Montpellier Hérault Sport Club
Maillots
Chronologie
Saison précédente Saison suivante
La saison 2003-2004 du Montpellier Hérault Sport Club a vu le club évoluer en Ligue 1 pour la troisième saison consécutive.
Après une première moitié de saison encourageante, le club va s'effondrer en 2004 et même le changement d'entraineur ne permettra pas aux palladins de quitter la 20e place synonyme de descente en Ligue 2.
Éliminé en Coupe de France dès les 1/16e de finale et en Coupe de la Ligue dès son entrée en lice dans la compétition, le club aura vécu une saison noire à très vite oublier.

## Déroulement de la saison
Lors de cette nouvelle saison, il semble que le Montpellier HSC suivent le célèbre adage « On ne change pas une équipe qui gagne ... son maintien de justesse ». Et face aux départs de Cédric Barbosa, Marc-Éric Gueï, Pascal Fugier (Retraite) et Valery Mezague à la suite d'un très grave accident de voiture, le club toujours sans moyen financier ne fait confiance qu'à son centre de formation (5 nouveaux joueurs en sont issus) et à un joueur du Sporting Braga, Nozomi Hiroyama. Malheureusement, ce dernier ne se montrera pas du tout convaincant et ne jouera que 7 matchs tout au long de la saison.[réf. nécessaire]
Le début de saison est pourtant prometteur, 7e après 12 journées de championnat, le club semble bien parti pour obtenir son maintien rapidement. Mais les pailladins vont connaître une série noire entre la 15e et la 28e journée avec seulement 1 point acquis sur 42 possibles. Si le but de Nenad Dzodic au Parc des Princes empêche le club d'encaisser un set sec (1-6), il n'empêche pas le limogeage de Gérard Bernardet remplacé par un habitué du club, Robert Nouzaret.[réf. nécessaire]
Paradoxalement, c'est lors de cette saison qu'explose Habib Bamogo, auteur de 17 buts pour le club en championnat, il termine dans les 10 meilleurs marqueurs du championnat. Le réel problème du club lors de cette saison a été la défense qui encaissa toutes compétitions confondues 77 buts pour 41 matchs joués, c'est-à-dire quasiment 2 buts par match.[réf. nécessaire]
C'est donc ainsi que se termine l'aventure du Montpellier HSC en Ligue 1 après trois saisons sans réel objectif si ce n'est celui du maintien, les Montpellierrains retrouvent le second échelon du football français.[réf. nécessaire]

### Identité visuelle
Lors de cette saison, le Montpellier HSC arbore le logo orange et bleu qui est le sien depuis que Laurent Nicollin a pris en main la gestion du club, et qu'il a remplacé le logo "grand « M »" par le logo actuel, ressemblant à celui du Bayern Munich et de l'Espanyol Barcelone[réf. nécessaire].

## Joueurs et staff

### Transferts
| Été 2003          |               |                           |                        |             |
| Nom               | Nationalité   | Transfert                 | Provenance/Destination | Division    |
| Arrivées          |               |                           |                        |             |
| Nozomi Hiroyama   | Japon         | Transfert                 | Sporting Braga         | Liga Sagres |
| Jimmy Mainfroi    | France        | Premier contrat pro       | FC Bourg-Péronnas      | National    |
| Fatih Atik        | France        | Premier contrat pro       |                        |             |
| Stéphane Darbion  | France        | Premier contrat pro       |                        |             |
| Nicolas Godemeche | France        | Premier contrat pro       |                        |             |
| Mathieu Lafon     | France        | Premier contrat pro       |                        |             |
| Samir Yachir      | France        | Premier contrat pro       |                        |             |
| Départs           |               |                           |                        |             |
| Cédric Barbosa    | France        | Transfert                 | Stade rennais          | Ligue 1     |
| Pascal Fugier     | France        | Fin de contrat (Retraite) |                        |             |
| Marc-Éric Gueï    | Côte d'Ivoire | Transfert                 | LB Châteauroux         | Ligue 2     |
| Mickaël Llorente  | France        | Transfert                 | FC Rouen               | Ligue 2     |
| Paulo Sérgio      | Portugal      | Transfert                 | Sporting Braga         | Liga Sagres |

| Changement d'entraineur (10 février 2004) |             |              |                        |          |
| Nom                                       | Nationalité | Transfert    | Provenance/Destination | Division |
| Arrivées                                  |             |              |                        |          |
| Robert Nouzaret                           | France      | Sans club    |                        |          |
| Départs                                   |             |              |                        |          |
| Gérard Bernardet                          | France      | Licenciement |                        |          |

## Rencontres de la saison

### Ligue 1
|            | Adversaire             | Lieu | Résultat | Buteurs du MHSC                               | Affluence |
| Journée 1  | Stade rennais          | Dom. | 1-1      | Fodé Mansaré                                  | 10 418    |
| Journée 2  | Girondins de Bordeaux  | Ext. | 1-0      | Habib Bamogo                                  | -         |
| Journée 3  | Olympique lyonnais     | Dom. | 0-2      | -                                             | 18 824    |
| Journée 4  | SC Bastia              | Ext. | 0-1      | -                                             | -         |
| Journée 5  | Paris Saint-Germain    | Dom. | 3-2      | Habib Bamogo · Rui Pataca                     | 13 893    |
| Journée 6  | FC Metz                | Ext. | 1-2      | Bruno Carotti                                 | -         |
| Journée 7  | AS Monaco              | Dom. | 1-2      | Pierre Laigle                                 | 13 870    |
| Journée 8  | Lille OSC              | Ext. | 1-1      | Habib Bamogo                                  | -         |
| Journée 9  | Toulouse FC            | Ext. | 2-2      | Habib Bamogo · Fodé Mansaré                   | -         |
| Journée 10 | EA Guingamp            | Dom. | 2-0      | Rui Pataca                                    | 9 874     |
| Journée 11 | AJ Auxerre             | Ext. | 1-0      | Jean-Christophe Rouvière                      | -         |
| Journée 12 | FC Nantes              | Dom. | 4-1      | Rui Pataca · Mansour Assoumani · Habib Bamogo | 10 640    |
| Journée 13 | RC Lens                | Ext. | 2-3      | Jean-Christophe Rouvière · Bruno Carotti      | -         |
| Journée 14 | AC Ajaccio             | Dom. | 3-1      | Rui Pataca · Habib Bamogo                     | 11 542    |
| Journée 15 | Le Mans UC             | Ext. | 0-4      | -                                             | -         |
| Journée 16 | FC Sochaux-Montbéliard | Dom. | 1-3      | Habib Bamogo                                  | 10 755    |
| Journée 17 | OGC Nice               | Ext. | 1-2      | Habib Bamogo                                  | -         |
| Journée 18 | Olympique de Marseille | Dom. | 0-1      | -                                             | 21 085    |
| Journée 19 | RC Strasbourg          | Ext. | 2-4      | Jérôme Lafourcade                             | -         |
| Journée 20 | Girondins de Bordeaux  | Dom. | 1-2      | Rui Pataca                                    | 10 439    |
| Journée 21 | Olympique lyonnais     | Ext. | 0-3      | -                                             | -         |
| Journée 22 | SC Bastia              | Dom. | 1-1      | Habib Bamogo                                  | 13 799    |
| Journée 23 | Paris Saint-Germain    | Ext. | 1-6      | Nenad Dzodic                                  | -         |
| Journée 24 | FC Metz                | Dom. | 0-1      | -                                             | 8 159     |
| Journée 25 | AS Monaco              | Ext. | 0-4      | -                                             | -         |
| Journée 26 | Lille OSC              | Dom. | 0-2      | -                                             | 8 632     |
| Journée 27 | Toulouse FC            | Dom. | 0-1      | -                                             | 8 624     |
| Journée 28 | EA Guingamp            | Ext. | 3-4      | Guillaume Moullec · Habib Bamogo              | -         |
| Journée 29 | AJ Auxerre             | Dom. | 1-0      | Valery Mezague                                | 13 179    |
| Journée 30 | FC Nantes              | Ext. | 2-3      | Guillaume Moullec · Habib Bamogo              | -         |
| Journée 31 | RC Lens                | Dom. | 1-0      | Habib Bamogo                                  | 12 939    |
| Journée 32 | AC Ajaccio             | Ext. | 0-0      | -                                             | -         |
| Journée 33 | Le Mans UC             | Dom. | 0-3      | -                                             | 11 967    |
| Journée 34 | FC Sochaux-Montbéliard | Ext. | 1-3      | Habib Bamogo                                  | -         |
| Journée 35 | OGC Nice               | Dom. | 2-2      | Habib Bamogo · Jérôme Lafourcade              | 8 905     |
| Journée 36 | Olympique de Marseille | Ext. | 1-1      | Habib Bamogo                                  | -         |
| Journée 37 | RC Strasbourg          | Dom. | 1-2      | Habib Bamogo                                  | 10 028    |
| Journée 38 | Stade rennais          | Ext. | 0-4      | -                                             | -         |

### Coupe de France
| Tour            | Adversaire           | Lieu | Résultat | Buteurs du MHSC                            |
| 1/32e de finale | FC Mulhouse (CFA)    | Ext. | 2-0      | Jean-Christophe Rouvière · Bertrand Robert |
| 1/16e de finale | AJ Auxerre (Ligue 1) | Ext. | 0-2      | -                                          |

### Coupe de la Ligue
| Tour            | Adversaire              | Lieu | Résultat | Buteurs du MHSC |
| 1/16e de finale | Clermont Foot (Ligue 2) | Dom. | 0-1      | -               |

## Statistiques

### Statistiques collectives
| Compétition       | Débute au tour  | Place ou tour final | Matches joués | Gagnés | Nuls | Perdus | Buts pour | Buts contre | Différence |
| Ligue 1           | -               | 20e                 | 38            | 8      | 7    | 23     | 41        | 74          | -33        |
| Coupe de France   | 1/32e de finale | 1/16e de finale     | 2             | 1      | 0    | 1      | 2         | 2           | +0         |
| Coupe de la Ligue | 1/16e de finale | 1/16e de finale     | 1             | 0      | 0    | 1      | 0         | 1           | -1         |
| Total             | -               | -                   | 41            | 9      | 7    | 25     | 43        | 77          | -34        |

### Statistiques individuelles
| Numéro | Nat. | Nom         | Ligue 1 | Ligue 1     | Ligue 1 | Ligue 1      | Coupe de France | Coupe de France | Coupe de France | Coupe de France | Coupe de la Ligue | Coupe de la Ligue | Coupe de la Ligue | Coupe de la Ligue | Total | Total       | Total  | Total        |
| Numéro | Nat. | Nom         | M.j.    | But inscrit | Averti  | Carton rouge | M.j.            | But inscrit     | Averti          | Carton rouge    | M.j.              | But inscrit       | Averti            | Carton rouge      | M.j.  | But inscrit | Averti | Carton rouge |
| 1      |      | Riou        | 31      | 0           | 1       | 1            | 0               | 0               | 0               | 0               | 1                 | 0                 | 0                 | 0                 | 32    | 0           | 1      | 1            |
| 16     |      | Viviani     | 5       | 0           | 0       | 0            | 2               | 0               | 0               | 0               | 0                 | 0                 | 0                 | 0                 | 7     | 0           | 0      | 0            |
| 30     |      | Pionnier    | 3       | 0           | 0       | 0            | 0               | 0               | 0               | 0               | 0                 | 0                 | 0                 | 0                 | 3     | 0           | 0      | 0            |
| 3      |      | Blanc       | 15      | 0           | 5       | 0            | 2               | 0               | 0               | 0               | 0                 | 0                 | 0                 | 0                 | 17    | 0           | 5      | 0            |
| 4      |      | Gathuessi   | 20      | 0           | 6       | 2            | 1               | 0               | 0               | 0               | 0                 | 0                 | 0                 | 0                 | 21    | 0           | 6      | 2            |
| 5      |      | Assoumani   | 27      | 1           | 10      | 1            | 2               | 0               | 0               | 0               | 1                 | 0                 | 0                 | 0                 | 30    | 1           | 10     | 1            |
| 6      |      | Dzodic      | 25      | 1           | 6       | 2            | 2               | 0               | 0               | 0               | 1                 | 0                 | 0                 | 0                 | 28    | 1           | 6      | 2            |
| 17     |      | Carotti     | 28      | 3           | 7       | 0            | 2               | 0               | 1               | 0               | 0                 | 0                 | 0                 | 0                 | 30    | 3           | 8      | 0            |
| 21     |      | Moullec     | 34      | 2           | 2       | 0            | 1               | 0               | 1               | 0               | 1                 | 0                 | 0                 | 0                 | 36    | 2           | 3      | 0            |
| 22     |      | Colombo     | 10      | 0           | 5       | 0            | 0               | 0               | 0               | 0               | 0                 | 0                 | 0                 | 0                 | 10    | 0           | 5      | 0            |
| 27     |      | Ramond      | 7       | 0           | 2       | 0            | 0               | 0               | 0               | 0               | 1                 | 0                 | 0                 | 0                 | 8     | 0           | 2      | 0            |
| 29     |      | Mainfroi    | 11      | 0           | 3       | 0            | 0               | 0               | 0               | 0               | 0                 | 0                 | 0                 | 0                 | 11    | 0           | 3      | 0            |
| 2      |      | Michalowski | 25      | 0           | 5       | 0            | 2               | 0               | 0               | 0               | 1                 | 0                 | 0                 | 0                 | 28    | 0           | 5      | 0            |
| 7      |      | Doumeng     | 21      | 0           | 3       | 0            | 2               | 0               | 0               | 0               | 1                 | 0                 | 0                 | 0                 | 24    | 0           | 3      | 0            |
| 8      |      | Laigle      | 22      | 1           | 4       | 0            | 1               | 0               | 0               | 0               | 0                 | 0                 | 0                 | 0                 | 23    | 1           | 4      | 0            |
| 9      |      | Descamps    | 7       | 0           | 0       | 0            | 0               | 0               | 0               | 0               | 0                 | 0                 | 0                 | 0                 | 7     | 0           | 0      | 0            |
| 10     |      | Robert      | 21      | 0           | 9       | 0            | 2               | 1               | 0               | 0               | 1                 | 0                 | 0                 | 0                 | 24    | 1           | 9      | 0            |
| 13     |      | Atik        | 6       | 0           | 1       | 0            | 0               | 0               | 0               | 0               | 1                 | 0                 | 1                 | 0                 | 7     | 0           | 2      | 0            |
| 14     |      | Hiroyama    | 7       | 0           | 0       | 0            | 1               | 0               | 0               | 0               | 0                 | 0                 | 0                 | 0                 | 8     | 0           | 0      | 0            |
| 20     |      | Lefèvre     | 1       | 0           | 0       | 0            | 0               | 0               | 0               | 0               | 0                 | 0                 | 0                 | 0                 | 1     | 0           | 0      | 0            |
| 23     |      | Darbion     | 5       | 0           | 0       | 0            | 0               | 0               | 0               | 0               | 0                 | 0                 | 0                 | 0                 | 5     | 0           | 0      | 0            |
| 24     |      | Rouvière    | 30      | 2           | 5       | 0            | 1               | 1               | 0               | 0               | 1                 | 0                 | 0                 | 0                 | 32    | 3           | 5      | 0            |
| 28     |      | Godemeche   | 13      | 0           | 1       | 0            | 0               | 0               | 0               | 0               | 0                 | 0                 | 0                 | 0                 | 13    | 0           | 1      | 0            |
|        |      | Lafon       | 4       | 0           | 0       | 0            | 0               | 0               | 0               | 0               | 0                 | 0                 | 0                 | 0                 | 4     | 0           | 0      | 0            |
|        |      | Mezague     | 12      | 1           | 2       | 1            | 0               | 0               | 0               | 0               | 0                 | 0                 | 0                 | 0                 | 12    | 1           | 2      | 1            |
|        |      | Yachir      | 1       | 0           | 0       | 0            | 0               | 0               | 0               | 0               | 0                 | 0                 | 0                 | 0                 | 1     | 0           | 0      | 0            |
| 11     |      | Mansaré     | 29      | 2           | 3       | 0            | 0               | 0               | 0               | 0               | 1                 | 0                 | 0                 | 0                 | 30    | 2           | 3      | 0            |
| 12     |      | Cissé       | 3       | 0           | 0       | 0            | 0               | 0               | 0               | 0               | 0                 | 0                 | 0                 | 0                 | 3     | 0           | 0      | 0            |
| 15     |      | Lafourcade  | 21      | 3           | 3       | 0            | 2               | 0               | 0               | 0               | 0                 | 0                 | 0                 | 0                 | 23    | 3           | 3      | 0            |
| 18     |      | Bamogo      | 38      | 17          | 4       | 0            | 2               | 0               | 1               | 0               | 1                 | 0                 | 0                 | 0                 | 41    | 17          | 5      | 0            |
| 26     |      | Pataca      | 27      | 8           | 1       | 0            | 2               | 0               | 1               | 0               | 1                 | 0                 | 0                 | 0                 | 30    | 8           | 2      | 0            |

### Autres statistiques
| Meilleurs buteurs \| Joueur \| Total \| \| Habib Bamogo \| 17 \| \| Rui Pataca \| 8 \| \| Bruno Carotti \| 3 \| \| Jean-Christophe Rouvière \| 3 \| \| Jérôme Lafourcade \| 3 \| \| Fodé Mansaré \| 2 \| \| Guillaume Moullec \| 2 \| \| Bertrand Robert \| 1 \| \| Mansour Assoumani \| 1 \| \| Nenad Dzodic \| 1 \| \| Pierre Laigle \| 1 \| \| Valery Mezague \| 1 \| | Equipe type de la saison Riou Moullec Dzodic Carotti Assoumani Michalowski Mansaré Robert Bamogo Rouvière Rui Pataca D'après les temps de jeu à leur poste. |  |
| Joueur | Total |  |
| Habib Bamogo | 17 |  |
| Rui Pataca | 8 |  |
| Bruno Carotti | 3 |  |
| Jean-Christophe Rouvière | 3 |  |
| Jérôme Lafourcade | 3 |  |
| Fodé Mansaré | 2 |  |
| Guillaume Moullec | 2 |  |
| Bertrand Robert | 1 |  |
| Mansour Assoumani | 1 |  |
| Nenad Dzodic | 1 |  |
| Pierre Laigle | 1 |  |
| Valery Mezague | 1 |  |

Buts
- Premier but de la saison :   Fodé Mansaré contre le Stade rennais lors de la 1re journée de championnat
- Premier doublé :    Habib Bamogo contre le Paris SG lors de la 5e journée de championnat
- Plus grande marge : 5 buts (marge négative) 1-6 face au Paris SG lors de la 23e journée de championnat
- Plus grand nombre de buts dans une rencontre : 7 buts 1-6 face au Paris SG lors de la 23e journée de championnat et 3-4 face à l'EA Guingamp lors de la 28e journée de championnat

Discipline
- Premier carton jaune :  87e Serge Blanc contre le Stade rennais lors de la 1re journée de championnat
- Premier carton rouge :   77e Thierry Gathuessi contre l'AJ Auxerre lors de la 11e journée de championnat
- Plus grand nombre de cartons dans un match : 5 à quatre reprises

Affluences
- Meilleure affluence : 
  - En championnat : 21 085 spectateurs contre l'Olympique de Marseille, 18e journée
- Plus mauvaise affluence : 
  - En championnat : 8 159 spectateurs contre le FC Metz, 24e journée